# Kattunspinnare
Kattunspinnare, Utetheisa pulchella är en fjärilsart som beskrevs av Carl von Linné 1758. Kattunspinnare ingår i släktet Utetheisa och familjen björnspinnare. Arten påträffades i Sverige för första gången hösten 2020 då ett exemplar hittades i Dörby på Öland. Efter det har ytterligare 3 exemplar hittats på Gotland under hösten 2020. Inga underarter finns listade i Catalogue of Life.

## Bildgalleri

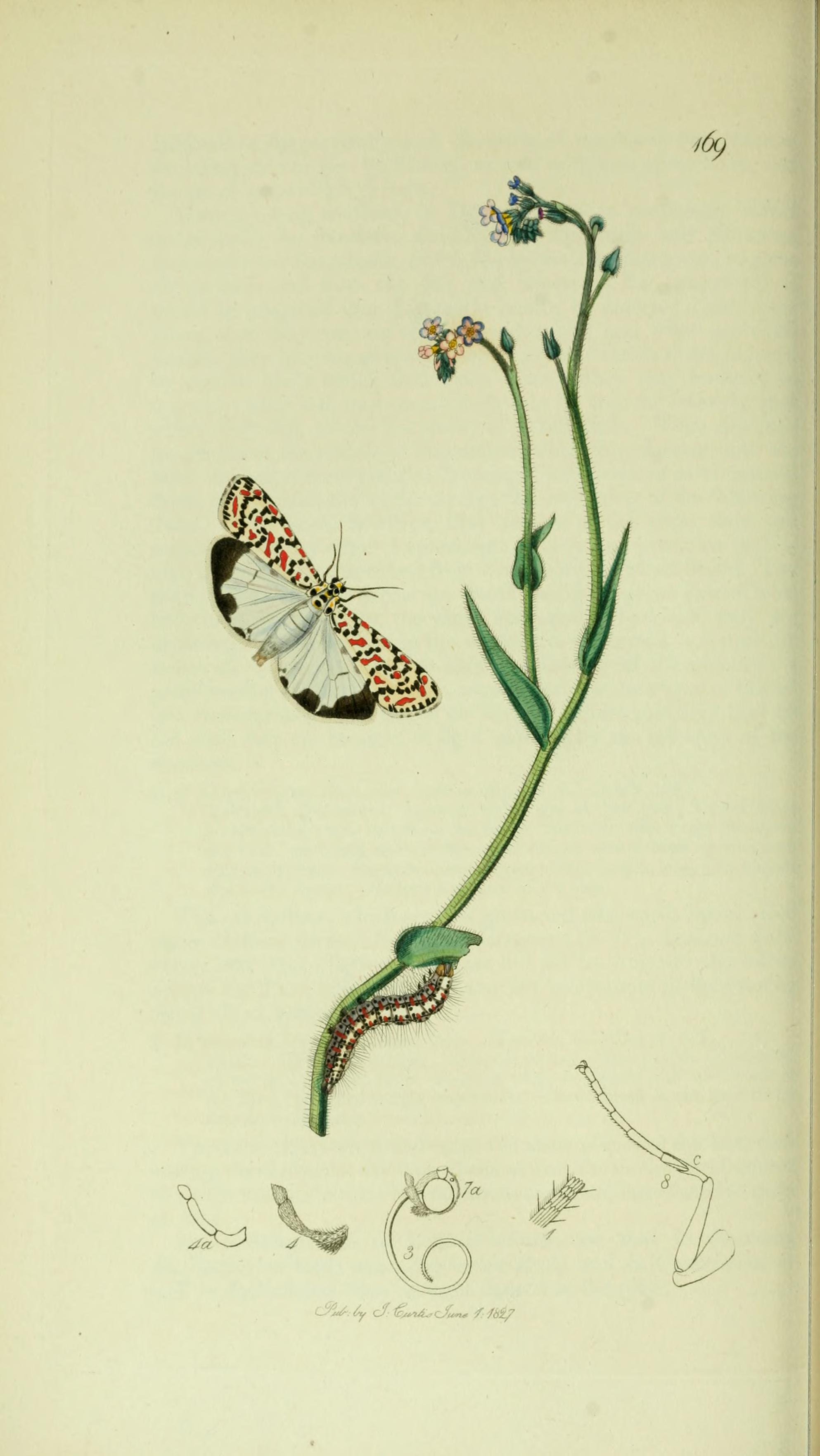
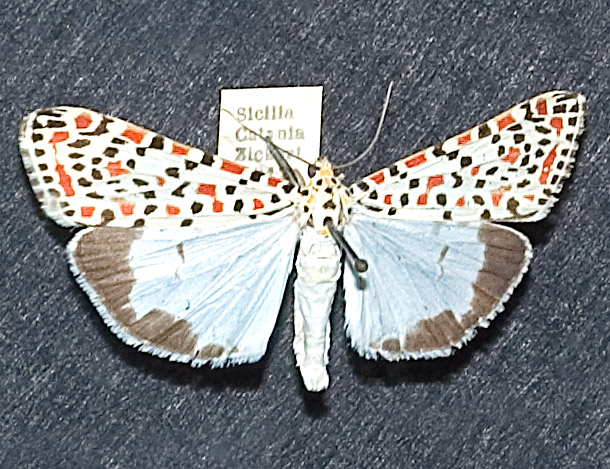